# Leandro Silva Wanderley
Leandro Silva Wanderley (Río de Janeiro, Brasil, 19 de abril de 1979) es un futbolista brasileño. Juega de defensa y su actual equipo es el Atlético Mineiro de Brasil.

## Selección nacional
Ha jugado un encuentro con la camiseta de la Selección nacional de fútbol de Brasil.

## Clubes
| Club             | País     | Año       |
| ---------------- | -------- | --------- |
| América FC       | Brasil   | 1995-1998 |
| Vitória          | Brasil   | 1999-2002 |
| Cruzeiro         | Brasil   | 2002-2004 |
| FC Porto         | Portugal | 2005      |
| Cruzeiro         | Brasil   | 2005-2007 |
| Palmeiras        | Brasil   | 2007-2008 |
| Fluminense       | Brasil   | 2009      |
| Vitória          | Brasil   | 2010      |
| Atlético Mineiro | Brasil   | 2010-     |